# Hara Masatoshi
Masatoshi Hara (sinh ngày 16 tháng 6 năm 1975) là một cầu thủ bóng đá người Nhật Bản.

## Sự nghiệp câu lạc bộ
Masatoshi Hara đã từng chơi cho JEF United Ichihara.